# Segerseni
Segerseni est un ancien chef égyptien ou nubien, régnant probablement en même temps que la fin de la XIe et le début de la XIIe dynastie au début du Moyen Empire.

## Attestation
Segerseni est attesté par une ou deux, inscriptions rupestres découvertes à Umbarakab (Khor-Dehmit) en Basse-Nubie. Le nom de trône de Segerseni tel qu'il figure sur les inscriptions reste incertain car il a été grossièrement sculpté et s'est gravement altéré au fil du temps. Cela pourrait être Menkhkarê ou Ouadjkarê. Le premier est maintenant considéré comme plus probable. L'une des inscriptions de Segerseni décrit peut-être une guerre dans la région non identifiée de Persenbet.
Segerseni n'est attesté sur aucune des listes de rois égyptiens.

## Biographie
Même si Segerseni a adopté la titulature d'un pharaon égyptien, il n'y a aucune preuve de lui en dehors de la Nubie. Il fut donc vraisemblablement un prétendant au trône d'Égypte ou de Nubie ayant son siège en Basse-Nubie, durant une période politiquement troublée : soit au début de la Première Période intermédiaire, durant la Deuxième Période intermédiaire, soit à l'époque comprise entre le règne de Montouhotep IV de la XIe dynastie et le début du règne d'Amenemhat Ier de la XIIe dynastie,. Cette dernière possibilité est considérée comme la plus probable par les égyptologues. En particulier, ces deux souverains semblent avoir eu des difficultés à être universellement reconnus comme des pharaons légitimes.
On sait qu'Amenemhat Ier envoya Khnoumhotep Ier, le fidèle Grand Chef du nome de l'Oryx (le 16e nome de la Haute-Égypte) à Éléphantine en Nubie afin d'y anéantir la dernière résistance contre lui, mais on ne sait pas avec certitude qui était le chef de cette résistance. Il reste conjectural de postuler que c'était Segerseni. En outre, deux autres dirigeants basés en Nubie, Iibkhenetrê et Qakare Ini sont connus, probablement de la même période. Ils étaient tous les deux des prétendants probables au trône égyptien, et les relations entre eux et Segerseni sont inconnues. Si Segerseni était en effet l'ennemi d'Amenemhat Ier, il aurait pu se battre aux côtés de Montouhotep IV ou pour son propre royaume nubien. En effet, la Nubie avait acquis son indépendance au cours de la première période intermédiaire, comme l'indiquent les campagnes militaires de Montouhotep II dans la région, seulement 40 ans avant la vie supposée de Segerseni.